# Robert Parrish
Pour les articles homonymes, voir Parrish et Robert Parish.
Robert Parrish, né le 4 janvier 1916 à Columbus (Géorgie) et mort le 4 décembre 1995 à Southampton (État de New York), est un réalisateur américain.
Très jeune, il fut d'abord acteur, avant de passer au montage, puis à la réalisation à l'âge de 35 ans et accessoirement à la production. Il a reçu un Oscar du meilleur montage en 1948 avec Francis D. Lyon pour le film Sang et Or (Body and Soul) de Robert Rossen.

## Filmographie

### Acteur
- 1927 : Olympic Games (en) de Robert A. McGowan
- 1927 : L'Aurore (Sunrise) de Friedrich Wilhelm Murnau
- 1928 : Maman de mon cœur (Mother Machree) de John Ford
- 1928 : Four Sons de John Ford
- 1929 : Le Masque de fer (The Iron Mask) d'Allan Dwan
- 1929 : The Racketeer de Howard Higgin
- 1930 : Hommes sans femmes de John Ford
- 1930 : À l'Ouest, rien de nouveau (All Quiet on the Western Front) de Lewis Milestone
- 1930 : Up the River de John Ford
- 1930 : La Piste des géants (The Big Trail) de Raoul Walsh et Louis R. Loeffler
- 1930 : The Right to Love de Richard Wallace
- 1931 : Les Lumières de la ville (City Lights) de Charlie Chaplin
- 1931 : Scandal Sheet de John Cromwell
- 1931 : I Take This Woman de Marion Gering
- 1932 : Amour défendu (Forbidden) de Frank Capra
- 1932 : Ambition (it) (Scandal for Sale) de Russell Mack
- 1932 : The Miracle Man de Norman Z. McLeod
- 1933 : La Loi de Lynch (This Day and Age) de Cecil B. DeMille
- 1933 : Doctor Bull de John Ford
- 1934 : Judge Priest de John Ford
- 1935 : Les Croisades (The Crusades) de Cecil B. DeMille
- 1935 : Le Mouchard (The Informer) de John Ford
- 1935 : Toute la ville en parle (The Whole Town's Talking) de John Ford
- 1935 : Steamboat Round the Bend de John Ford
- 1936 : Je n'ai pas tué Lincoln (The Prisoner of Shark Island) de John Ford
- 1936 : Tourbillon blanc (One in a Million) de Sidney Lanfield
- 1937 : Le Destin se joue la nuit (History Is Made at Night) de Frank Borzage
- 1937 : Milliardaire malgré lui (It Could Happen to You!) de Phil Rosen
- 1937 : Le Prince X (Thin Ice) de Sidney Lanfield
- 1937 : Romance burlesque (Thrill of a Lifetime)de George Archainbaud
- 1938 : Vacances payées (Having Wonderful Time) d'Alfred Santell
- 1938 : Mr. Doodle Kicks Off (en) de Leslie Goodwins
- 1938 : Coup de théâtre (Dramatic School) de Robert B. Sinclair

### Monteur
- 1942 : La Bataille de Midway (The Battle of Midway) de John Ford
- 1943 : How to Operate Behind Enemy Lines (documentaire)
- 1943 : German Industrial Manpower (documentaire)
- 1943 : December 7th de John Ford et Gregg Toland
- 1945 : That Justice Be Done (en) de George Stevens
- 1945 : The Nazi Plan (en) (documentaire)
- 1947 : Sang et Or (Body and Soul) de Robert Rossen
- 1947 : Othello (A double life) de George Cukor
- 1948 : La Vérité nue (No Minor Vices) de Lewis Milestone
- 1949 : Pris au piège (Caught) de Max Ophüls et John Berry
- 1949 : Les Fous du roi (All the King's Men) de Robert Rossen (suppléant)
- 1950 : Suzy... dis-moi oui (A Woman of Distinction) d'Edward Buzzell
- 1951 : Of Men and Music de Alexander Hammid et Irving Reis

### Réalisateur

#### Au cinéma
- 1951 : L'Implacable (Cry Danger)
- 1951 : Dans la gueule du loup (The Mob)
- 1952 : La Madone du désir (The San Francisco Story)
- 1952 : Aveux spontanés (Assignment: Paris)
- 1952 : My Pal Gus
- 1951 : Coup de feu au matin (Rough Shoot)
- 1954 : La Flamme pourpre (The Purple Plain)
- 1955 : Une femme extraordinaire (Lucy Gallant)
- 1957 : L'Enfer des tropiques (Fire Down Below)
- 1958 : Libre comme le vent (Saddle the Wind)
- 1959 : L'Aventurier du Rio Grande (The Wonderful Country)
- 1963 : À la française (In the French Style)
- 1965 : Le Jour d'après (Up from the Beach)
- 1967 : Casino Royale
- 1967 : Torero malgré lui (The Bobo)
- 1968 : Duffy, le renard de Tanger
- 1969 : Danger, planète inconnue (Doppelgänger)
- 1971 : Les Brutes dans la ville (A Town Called Hell)
- 1974 : Marseille contrat (The Marseille Contract)
- 1983 : Pays d'octobre (Mississippi Blues), réalisé avec Bertrand Tavernier

#### À la télévision
- 1959 : 3 épisodes de la série télévisée La Quatrième dimension (The Twilight Zone) dont l’épisode intitulé "Arrêt à Willoughby".
- 1959 : L'épisode intitulé La Touche du poète (The Poet's Touch) de la série télévisée Johnny Staccato

### Producteur
- 1963 : À la française (In the French Style), de lui-même
- 1983 : Pays d'octobre (Mississippi Blues), réalisé avec Bertrand Tavernier

## Distinctions
- Oscar du meilleur montage en 1948 avec Francis D. Lyon pour Sang et Or (Body and Soul) de Robert Rossen.
- Nomination à l'Oscar du meilleur montage en 1950 avec Al Clark pour Les Fous du roi (All the King's Men) de Robert Rossen.